# کلهرود
کَلَهرود، روستایی در دهستان مورچه خورت بخش مرکزی شهرستان شاهین‌شهر در استان اصفهان ایران است.

## جمعیت
بر پایه سرشماری عمومی نفوس و مسکن در سال ۱۳۹۵، جمعیت این روستا برابر با ۲۱۵ نفر (۱۱۱ خانوار) بوده است.